# Srikakulam (district)
Srikakulam is een district in de Indiase staat Andhra Pradesh. De hoofdstad is Srikakulam en het district had 2.191.437 inwoners bij de census van 2011.

## Bestuurlijke indeling
Srikakulam is onderverdeeld in 30 mandals.